# Ludwik Baraniecki
Ludwik Baraniecki (ur. 25 lipca 1897 w Opalenicy, zm. 24 lipca 1920 pod Wołkowyskiem) – podoficer armii niemieckiej, powstaniec wielkopolski i oficer Wojska Polskiego w II Rzeczypospolitej. Kawaler orderu Virtuti Militari.

## Życiorys
Urodził się 25 lipca 1897 w Opalenicy, w rodzinie Piotra i Franciszki z Burdajewiczów.
Absolwent Gimnazjum Marii Magdaleny w Poznaniu. W okresie I wojny światowej wcielony do armii niemieckiej, wiosną 1918 mianowany na stopień sierżanta. W listopadzie 1918 współorganizował w Opalenicy Radę Robotniczo-Żołnierską oraz kompanię Służby Straży i Bezpieczeństwa. W grudniu, na czele plutonu kompanii opalenickiej, aktywnie walczył w powstaniu wielkopolskim. 13 marca 1919 mianowany został podporucznikiem. W na początku kwietnia objął stanowisko dowódcy 5 kompanii w 61 pułku piechoty. Od kwietnia 1920 na czele 7 kompanii 61 pułku piechoty walczył na froncie polsko-bolszewickim. 25 kwietnia pod wsią Pleszczenicą umiejętnie powstrzymał atak bolszewików i za czyn ten odznaczony został Krzyżem Srebrnym Orderu Virtuti Militari. Zginął podczas odwrotu pod Wołkowyskiem.

## Ordery i odznaczenia
- Krzyż Srebrny Orderu Virtuti Militari nr 1120[1]
- Medal Niepodległości (pośmiertnie, 17 marca 1938)[1][2]